# Anatomía de la destructividad humana
Anatomía de la destructividad humana (originalmente The Anatomy of Human Destructiveness) es el título de una obra antropológica y de psicología social sobre las causas de la violencia humana que Erich Fromm publicó en Estados Unidos en 1973. La traducción alemana se publicó en 1974.
En el prefacio, Fromm describe el estudio como el primer volumen de una obra integral sobre teoría psicoanalítica. En consecuencia, comenzó a escribirlo seis años antes, es decir, en 1967, e incluyó numerosos conocimientos de otras áreas (neurofisiología, psicología animal, paleontología, antropología).
El libro analiza a Heinrich Himmler, Adolf Hitler y Josef Stalin, entre otros. Para comprender mejor a Adolf Hitler, Fromm utilizó informaciones de conversaciones personales con Albert Speer.
Anatomía de la destructividad humana es la obra más completa de todos los escritos de Fromm  y se caracteriza por una gran riqueza de detalles. A pesar de que se trata de un artículo de investigación científica, al igual que otros escritos del autor, está escrito de forma generalmente comprensible. Con este libro, Fromm volvió a ser conocido en Alemania.

## Contenido

### Introducción
La introducción dice: La violencia y la destructividad cada vez mayores en todo el mundo han llamado la atención de los expertos y del público en general sobre la investigación teórica sobre la naturaleza y las causas de la agresión. Allí, Fromm profesa un punto de vista sociobiológico, cinco años antes de que Edward O. Wilson y Richard Dawkins popularizaran el término "sociobiología". Fromm no se refiere con esto principalmente a la genética, sino más bien a su intento de extraer la esencia del hombre y sus pasiones de sus fundamentos anatómicos, neurológicos y fisiológicos, así como de sus condiciones de vida antropológicamente verificables.
Fromm comienza señalando que el libro es “el primer volumen de una obra integral sobre teoría psicoanalítica”. Señala que comenzó a escribir la obra “hace más de seis años” (alrededor de 1967) y rápidamente encontró las limitaciones de su propio campo, el psicoanálisis. Es necesario tener en cuenta los hallazgos de áreas científicas vecinas, como por ejemplo la neurofisiología, la psicología animal, la paleontología y la antropología para poder tratar adecuadamente la destructividad humana.
Tuvo que desarrollar y probar su propia teoría basándose en los otros hallazgos. Según el prólogo, en aquel momento no existía ninguna teoría “que informara sobre los resultados de la investigación sobre la agresión en todas estas áreas o que estableciera conexiones o incluso las resumiera en un solo área especializada[…]”. Por tanto, el trabajo científico es fuertemente interdisciplinario.
El trabajo aborda dos temas:
- Un estudio de la agresión humana y animal
- Un “cierto desarrollo posterior” del psicoanálisis freudiano (neofreudismo) [10]

El libro está dividido en tres partes principales con apéndices: 
- Primera parte: instintivismo, conductismo, psicoanálisis
- Segunda parte: Hallazgos que van en contra de las tesis de los investigadores del instinto y del impulso
- Tercera parte: Los diferentes tipos de agresión y destructividad y sus respectivos requisitos
- Epílogo: Sobre la ambigüedad de la esperanza
- Apéndice: La teoría freudiana de la agresión y la destrucción.

### Terminología
Fromm señala desde el principio que el término agresión se utiliza a menudo de forma demasiado ambigua. Al mismo concepto se asocian una amplia variedad de fenómenos, que no tienen nada que ver entre sí en cuanto a sus causas subyacentes. Para comprender mejor el fenómeno de la agresión, utiliza un desglose más preciso del concepto: 
1. Actos constructivos (en el sentido del origen de la palabra latina: “ad gradi” = “avanzar hacia algo”), por ejemplo asertividad, superación, juego, etc.[14]
2. Actos destinados a proteger (por ejemplo, defensa propia cuando se percibe que la vida está en peligro)
3. Actos empeñados en la destrucción misma

Los dos últimos tipos de agresión son el tema principal del estudio:
- Agresión benigna: agresión defensiva por mera defensa, biológicamente necesaria (también llamada biológicamente adaptativa), sirve a la vida, “racional”, existe en humanos y animales
- Agresión maliciosa: descrita en el libro como destructividad, crueldad y biológicamente no adaptativa, “irracional”, sólo posible en humanos

Más adelante se dará una justificación adicional para esta división:

Distinguir entre agresión biológicamente adaptativa y biológicamente no adaptativa debería ayudarnos a aclarar una confusión conceptual que es evidente a lo largo del debate sobre la agresión humana. Quienes explican la frecuencia y la intensidad de la agresión humana diciendo que se debe a un rasgo innato de la naturaleza humana, a menudo obligan a sus oponentes, que no están dispuestos a perder toda esperanza de un mundo más pacífico, a comprender el alcance de la agresión humana. Trivializar la destructividad y la crueldad. Por eso, estos defensores de la esperanza a menudo se ven puestos a la defensiva y obligados a representar una visión demasiado optimista de la humanidad. Si se diferencia entre agresión defensiva y maliciosa, no es necesario que lo haga.[…]
Anatomía de la destructividad humana, Tercera parte

El autor analiza con más detalle casos especiales de agresión (por ejemplo, por parte de depredadores, canibalismo y similares) más adelante.
También se examina la “pseudoagresión”; Fromm entiende que esto significa “actos agresivos que pueden causar daño sin que exista intención de hacerlo”. Esto incluye ejercicios de autoafirmación y habilidades.
Fromm enfatiza expresamente que, a diferencia de la teoría conductista, "trata con los impulsos agresivos independientemente de si se expresan en un comportamiento agresivo o  ". Su visión sobre la guerra es análoga; Los factores que hacen que la guerra sea más probable son de interés aquí.

### Contra otras teorías de la agresión
El trabajo de Fromm está dirigido contra la teoría de la agresión de Konrad Lorenz, contra la teoría del "instinto de muerte" de Sigmund Freud y contra la teoría de los conductistas (en particular, la de B. F. Skinner) de que la agresión se aprende reflexivamente si y porque trae éxito. Presenta estas teorías de manera amplia (y bastante selectiva); Sin embargo, dedica un apéndice de cuarenta páginas a la teoría de la agresión de Freud.

### Lidiando con experimentos psicológicos
Dentro de sus investigaciones científicas, Fromm también aborda conocidos experimentos de otros psicólogos.

#### Experimento de Milgram
El experimento de Milgram (“Estudio conductual de la obediencia”) en la Universidad de Yale en la década de 1960 involucró el comportamiento de conformidad de los sujetos de prueba. Los participantes actuaron como "maestros" y administraron descargas eléctricas (en realidad falsas) a un "estudiante". Los sujetos de prueba, los “maestros”, experimentaron síntomas de estrés somático masivos (sudoración, temblores, tartamudeo…). Fromm también cita el informe de Stanley Milgram de que algunos de los sujetos de prueba exhibieron comportamientos "extraños", como "risas nerviosas y sonrisas" en extremos aislados, como si "hubieran disfrutado siendo víctimas de un shock". Según el informe de Milgram, estos participantes negaron posteriormente cualquier posible motivación sádica para su comportamiento inapropiado.
Fromm interpreta el experimento (además de una crítica a la metodología ) de la siguiente manera:

El resultado más importante de la investigación de Milgram puede ser uno que él mismo no señaló específicamente:
la presencia de una conciencia en la mayoría de los sujetos y el dolor de que la obediencia los obligara a actuar en contra de su conciencia. Si bien el experimento puede interpretarse como una nueva evidencia de la facilidad con la que se puede deshumanizar a los humanos, las reacciones de los sujetos de prueba indican lo contrario: la presencia de fuertes fuerzas internas que consideran intolerable el comportamiento cruel.
Fromm sobre el experimento de Milgram

Fromm opina que a las personas generalmente no les gusta afrontar conscientemente sus conflictos y empujarlos al inconsciente. Esto conduce a “un aumento del estrés, síntomas neuróticos o sentimientos de culpa por motivos equivocados”. También se critica el entorno del experimento. El científico que animaba al sujeto de prueba era una persona especial en el contexto de su posición social; por lo tanto, “es difícil para el ciudadano medio creer que lo que ordena la ciencia pueda ser incorrecto o inmoral”. El “alto grado de obediencia” de los participantes en la prueba se explica, entre otras cosas, por esto.
El autor considera que la desobediencia de una proporción bastante elevada de más de un tercio de los sujetos de prueba es “más sorprendente y alentadora” en comparación con las demás reacciones. Dado que el comportamiento también permite sacar conclusiones sobre la estructura de la personalidad, Fromm cuestiona la exactitud de las observaciones:

Lamentablemente, el autor no nos da datos precisos sobre el número de "sujetos" que permanecieron callados durante todo el experimento. Para comprender el comportamiento humano, sería sumamente interesante aprender más sobre ellos. Al parecer, sintieron poca o ninguna resistencia ante los crueles actos. La siguiente pregunta es por qué fue así. […]
Fromm sobre el experimento de Milgram

Posteriormente se sospecha de psicopatía y carácter malévolo. Finalmente, Fromm señala que “el experimento de Milgram […] ilustra bien la diferencia entre los aspectos conscientes e inconscientes del comportamiento”.

#### Experimento de la prisión de Stanford
También analiza el experimento de la prisión de Stanford de Philip Zimbardo . Este también tenía como tema la conformidad humana y la agresión. Se recreó una situación carcelaria con sujetos de prueba divididos en “guardias” y “prisioneros”. A medida que avanzaba el experimento, la situación se agravó, lo que obligó a los investigadores a interrumpirlo prematuramente. Fromm interpreta el resultado del experimento de la siguiente manera:

Si a pesar de la atmósfera general de esta prisión simulada, que según el concepto del experimento era degradante y humillante (lo que los "guardias" aparentemente comprendieron inmediatamente), dos tercios de los "guardias" no cometieron actos sádicos por su placer personal, entonces me parece que el experimento tenía más probabilidades de demostrar que "no" es posible convertir a las personas en sádicos tan fácilmente con la ayuda de una situación adecuada.
Fromm sobre el experimento de Stanford 

Lo importante es la diferencia que se ignoró en el experimento: “si te comportas de acuerdo con regulaciones sádicas o si quieres ser cruel con otras personas y disfrutarlo ”.
A pesar de que todos los sujetos de prueba fueron oficialmente examinados negativamente para detectar tendencias sádicas antes de que comenzara el experimento, Fromm afirma que estos rasgos de carácter son en gran medida inconscientes y son muy difíciles de detectar con las pruebas convencionales utilizadas en ese momento. Aquí señala un estudio anterior del Instituto de Investigación Social de Frankfurt, que tenía un tema de investigación similar, pero tuvo más éxito en descubrir motivos inconscientes.
También critica el escenario artificial y algunos hechos que resultan confusos para los sujetos de prueba, como por ejemplo su captura inicial sin explicación por parte de la policía. Se aceptó la confusión entre los sujetos de prueba, aunque esto distorsionara el proceso y los resultados del experimento.
En el marco del debate posterior sobre la práctica se señala, entre otras cosas, basándose en un informe sobre la experiencia en el campo de concentración de Bruno Bettelheim, que "los conceptos de valor y las creencias de los prisioneros marcaron una diferencia decisiva en su reacción ante las condiciones de vida" en el campo de concentración, que eran iguales para todos”. Este informe encontró que los “presos políticos y religiosos” reaccionaron “de manera completamente diferente” a la situación inhumana allí que los “presos no políticos de clase media”.

#### Resumen
En general, Fromm critica los experimentos psicológicos por pasar por alto señales sutiles, aparentemente sin importancia, que pueden indicar motivos detrás del comportamiento. La configuración “in vitro” de muchos experimentos también tiene un efecto distorsionador. También señala que existe suficiente material de conocimiento de la realidad (“in-vivo”) sobre la conformidad y la agresión. Enumera algunos métodos y sugerencias de mejora para “llegar a comprender al personaje en sus capas más profundas”. También recuerda una advertencia de Robert Oppenheimer sobre la relación entre la psicología y los métodos (anteriores) de las ciencias naturales.

### Investigación interdisciplinaria
En la segunda parte del libro, Fromm examina críticamente las tesis de los investigadores del instinto y la pulsión. Para ello, utiliza conocimientos de la neurofisiología, experimentos con animales, paleontología y antropología.
Fromm intenta demostrar que los humanos no tenemos un “instinto agresivo espontáneo y autopropulsado innato”.

#### Neurofisiología
Destaca que la psicología y la neurofisiología tienen una relación complementaria entre sí. Presenta brevemente el estado de ambas ciencias en aquel momento. Es importante considerar siempre al cerebro como un todo. En muchas cuestiones no existen centros nerviosos individuales responsables  (cf. frenología). El órgano pensante está organizado como un “sistema dual”; La activación y la inhibición mantienen un cierto "equilibrio de fluidos". La ira abierta y la violencia pueden ocurrir cuando se altera este equilibrio. Fromm también acepta que la alteración de ciertas partes del cerebro, por ejemplo las enfermedades o los experimentos también pueden desequilibrar el cerebro y desencadenar o inhibir la agresión. Entre otras cosas menciona la estimulación del núcleo caudado de un toro por parte de José Manuel Rodríguez Delgado. También se mencionan otros investigadores como Walter Rudolf Hess y James Olds.
En el curso de la investigación, Fromm proporciona una “definición general” de agresión defensiva (“benigna”) en animales y humanos:

Cuando uno examina la literatura neurofisiológica y psicológica sobre la agresión animal y humana, parece ineludible la conclusión de que el comportamiento agresivo es una respuesta "a cualquier amenaza a la vida" - o, como prefiero decir en un sentido más general, la " intereses vitales de un ser vivo, como individuo y como miembro de su especie.'
Anatomía de la destructividad humana, Die Defensivfunktion der Aggression

Esta agresión defensiva, que luego atribuye como “biológicamente adaptada”, incluye tanto el ataque como la huida. Ambos están “neurofisiológicamente integrados por igual” en los seres vivos. Fromm plantea la hipótesis de que el “instinto de huida” de los humanos debe atenuarse en situaciones de guerra para que los soldados no deserten. Sospecha: “De hecho, desde un punto de vista biológico, huir puede ser más propicio para la autoconservación que luchar.” 

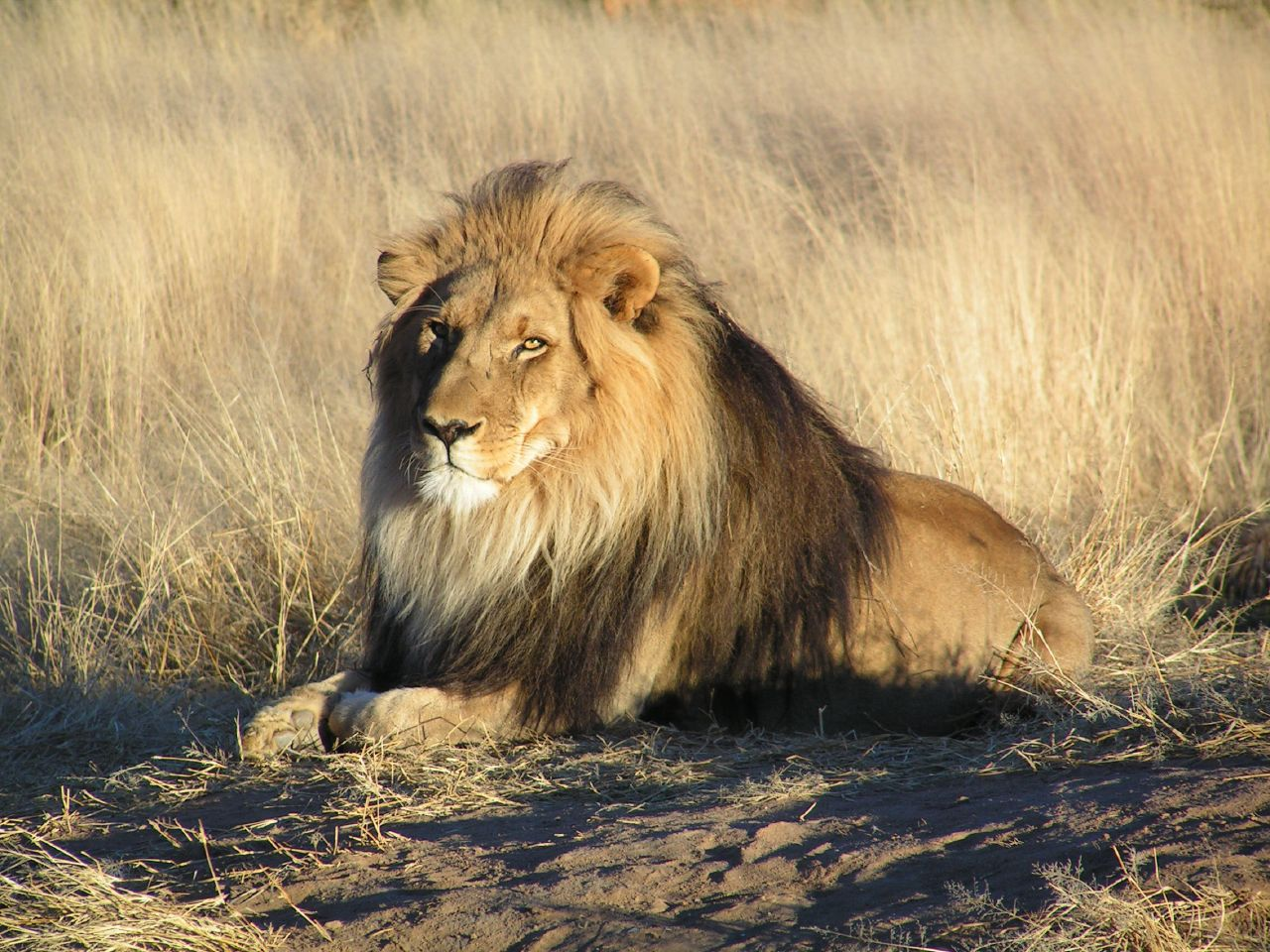
El león como representante típico del orden de los depredadores.

La agresión de los depredadores es una categoría separada, cuya peculiaridad Fromm resume después de una breve investigación (incluidos los hallazgos de Lorenz ) de la siguiente manera:

El [depredador] no muestra ira y su comportamiento no debe confundirse con un comportamiento de lucha, sino que está orientado a un objetivo, dirigido con precisión, y la tensión termina con el logro del objetivo: obtener comida. El instinto depredador no es un instinto defensivo, como es común a todos los animales, sino que se relaciona con la adquisición de alimento y es peculiar de determinadas especies animales que están morfológicamente equipadas para esta tarea.
Fromm sobre la agresión de los depredadores 

#### Investigación con animales

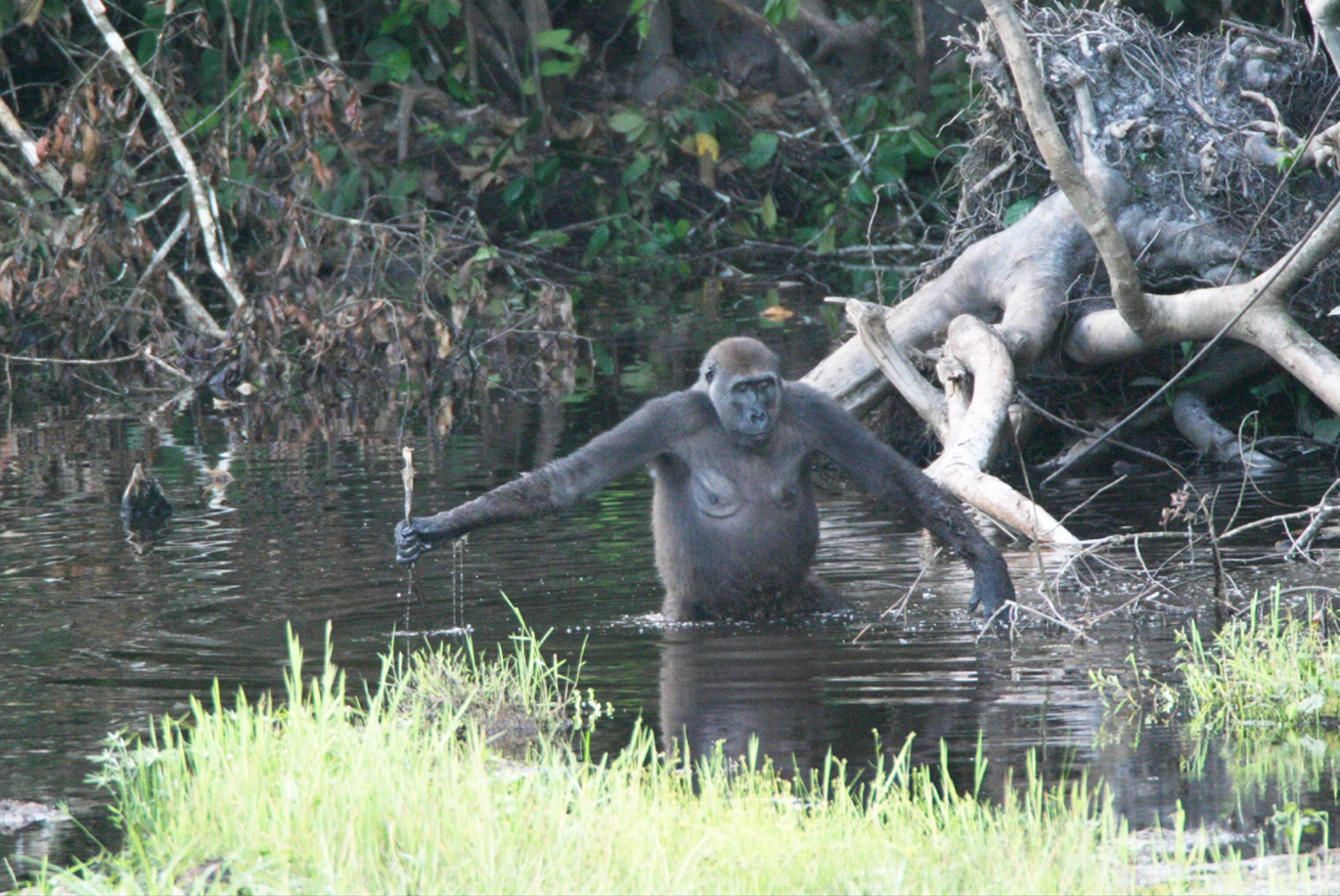
Alguna vez se decía que los gorilas eran violentos

El autor aborda el comportamiento animal centrándose en la agresión. Se presenta nuevamente una mirada más cercana: 
- Agresión de depredadores (tratada en la sección anterior)
- Agresión contra animales de la propia especie (intraespecífica): Hay muchos comportamientos amenazantes y riñas en el reino animal. Sin embargo, para la mayoría de los mamíferos, especialmente los primates, no hay ninguna intención asesina ni sed de sangre detrás de esto. Esta agresión sólo es destructiva en relativamente pocas especies animales (por ejemplo, las ratas). Véase también Batalla de comentarios.
- Agresión contra animales de otras especies (interespecífica): Según los investigadores, esto suele ocurrir sólo en defensa propia cuando es imposible escapar.

Según el autor, los animales a veces se comportan de manera completamente diferente en cautiverio que en su hábitat natural. En determinadas especies de monos de los zoológicos se observaba un comportamiento extremadamente agresivo y se suponía que toda la especie era violenta. Sólo las observaciones en la naturaleza rompieron los clichés. Ejemplos de ello son los babuinos camuflados del zoológico de Londres y, en particular , los monos rhesus (Macaca mulata). Según los investigadores animales, los animales se vuelven agresivos: 
- cuando su rango de movimiento está restringido y
- cuando su estructura social se desestabiliza.

Por ejemplo, algunos animales serían “provocados a entrar en frenesí y a todo tipo de comportamiento antinatural”. Esto se aplica incluso si los animales están bien alimentados (o un poco peor).

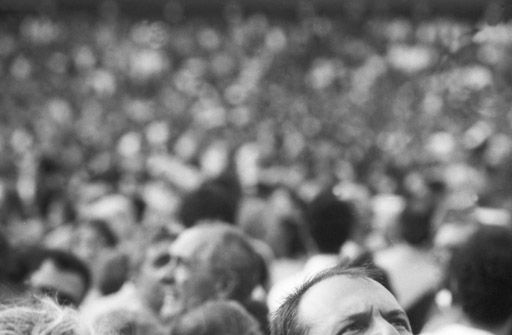
Una multitud de personas para ilustrar

Luego, Fromm se ocupa de transferir los hallazgos a las personas. Una alta densidad de población en sí misma no es dramática; Sólo la superpoblación en relación con “su falta de vínculos sociales reales” es problemática. También aparece el término anomia, acuñado por Durkheim.

Estos ejemplos muestran que no es la densidad de población per se la responsable de la agresión, sino más bien las condiciones sociales, psicológicas, culturales y económicas que la acompañan. Evidentemente, la superpoblación, es decir, la densidad de población "combinada con la pobreza", provoca estrés y agresión; […]
Anatomía de la destructividad humana, Menschliche Aggression und Überbevölkerung

En la naturaleza, la violencia sólo ocurre esporádicamente entre los primates más cercanos a los humanos (grandes simios). A pesar de ciertas jerarquías, no existen “órdenes jerárquicas” violentas. Fromm se basa en las observaciones de investigadores como Jane Goodall y Adriaan Kortlandt.
Fromm, basándose en los resultados de varios investigadores animales, demuestra que la dieta principal de los grandes simios (como, por ejemplo, los chimpancés, según Goodall) se compone principalmente de alimentos vegetales y, “ocasionalmente (efectivamente, raramente)” de consumo de carne. Sin embargo, esto no los convierte en “carnívoros y ciertamente no en depredadores”.
Además, con la ayuda de la investigación animal se critica la visión popular del comportamiento territorial. Si este comportamiento estuviera presente en una especie, los territorios de la misma especie a menudo se superpondrían. También se analiza el concepto de jerarquía en los grandes simios. Es dudoso que las guerras humanas puedan justificarse por el comportamiento territorial. Según Fromm, hay alguna evidencia que sugiere que los humanos tienen una inhibición para matar, “y el acto de matar trae consigo un sentimiento de culpa”. Usando ciertas técnicas (por ejemplo, negar la humanidad del enemigo) se puede relajar la inhibición contra matar.

#### Paleontología

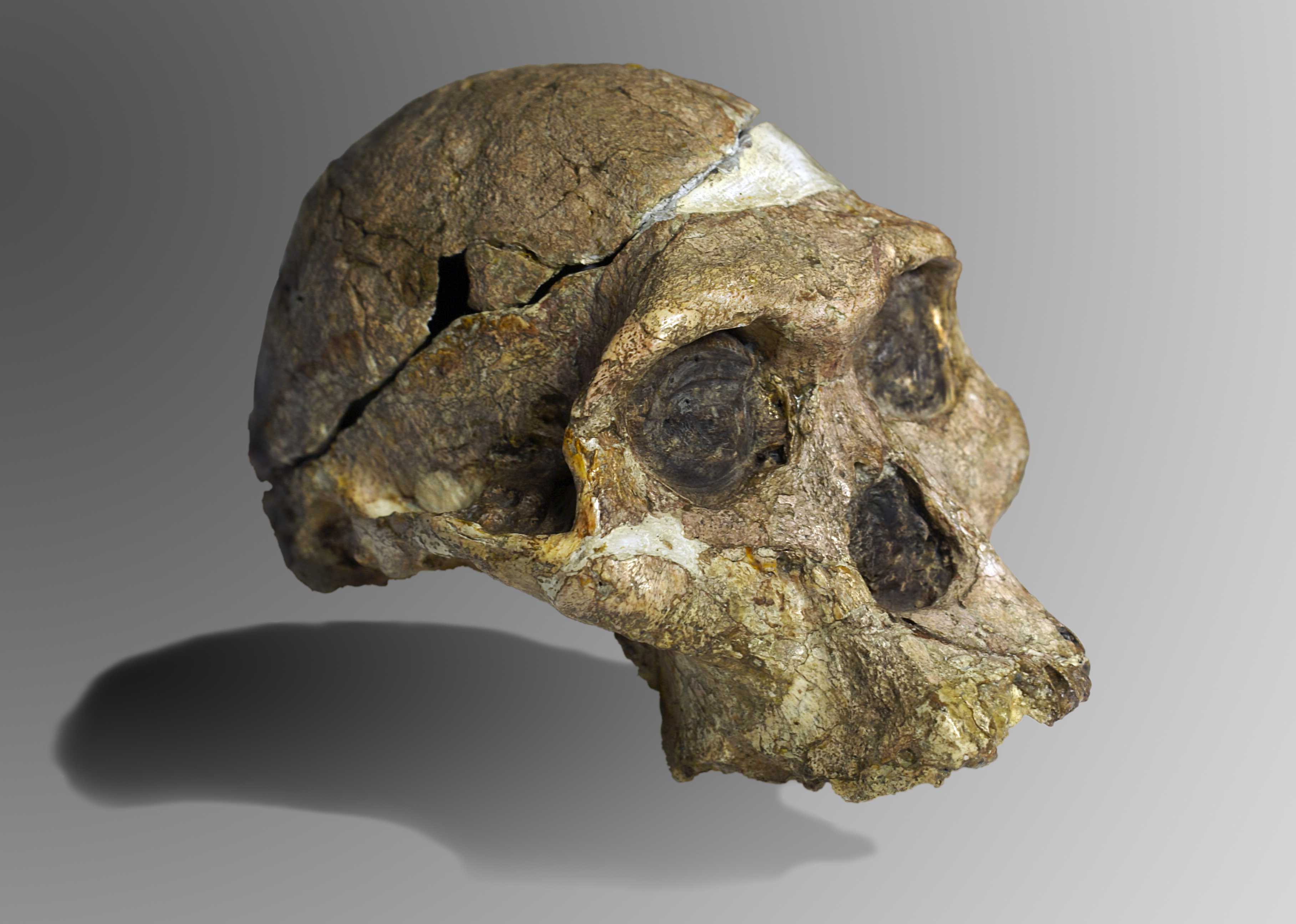
También se analizan los ancestros humanos como el Australopithecus. Aquí: simbólicamente el cráneo de un Australopithecus africanus (Sra. Ples)

En esta sección, Fromm trata de los antepasados humanos. Está convencido de que los animales de su propia especie pueden reconocerse entre sí gracias a su instinto. En los humanos, la determinación instintiva ya no es tan fuerte como en los animales:

Para él, el idioma, las costumbres, la vestimenta y otros criterios que se perciben más mentalmente que instintivamente determinan quién es miembro de una misma especie y quién no, y cualquier grupo que sea algo diferente no se considera parte de la misma especie humana.
Anatomía de la destructividad humana, paleontología

En caso de guerra, los gobiernos intentaron negar la humanidad del enemigo para provocar una agresión defensiva.
Luego, el autor intenta utilizar los hallazgos de la paleontología para diferenciar la especie humana de los depredadores en términos de agresividad.

#### Antropología

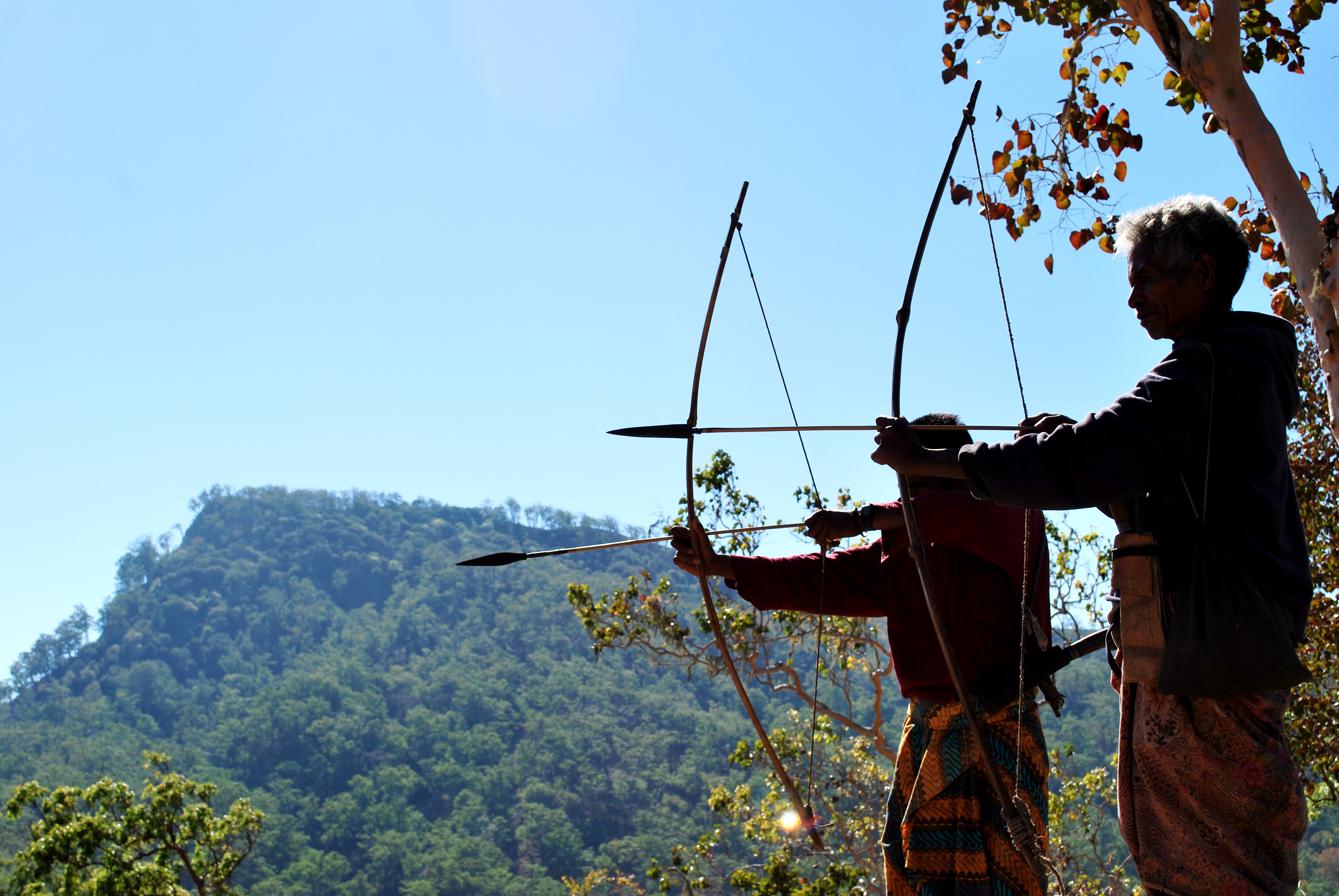
Símbolo para cazadores y recolectores: tiro con arco.

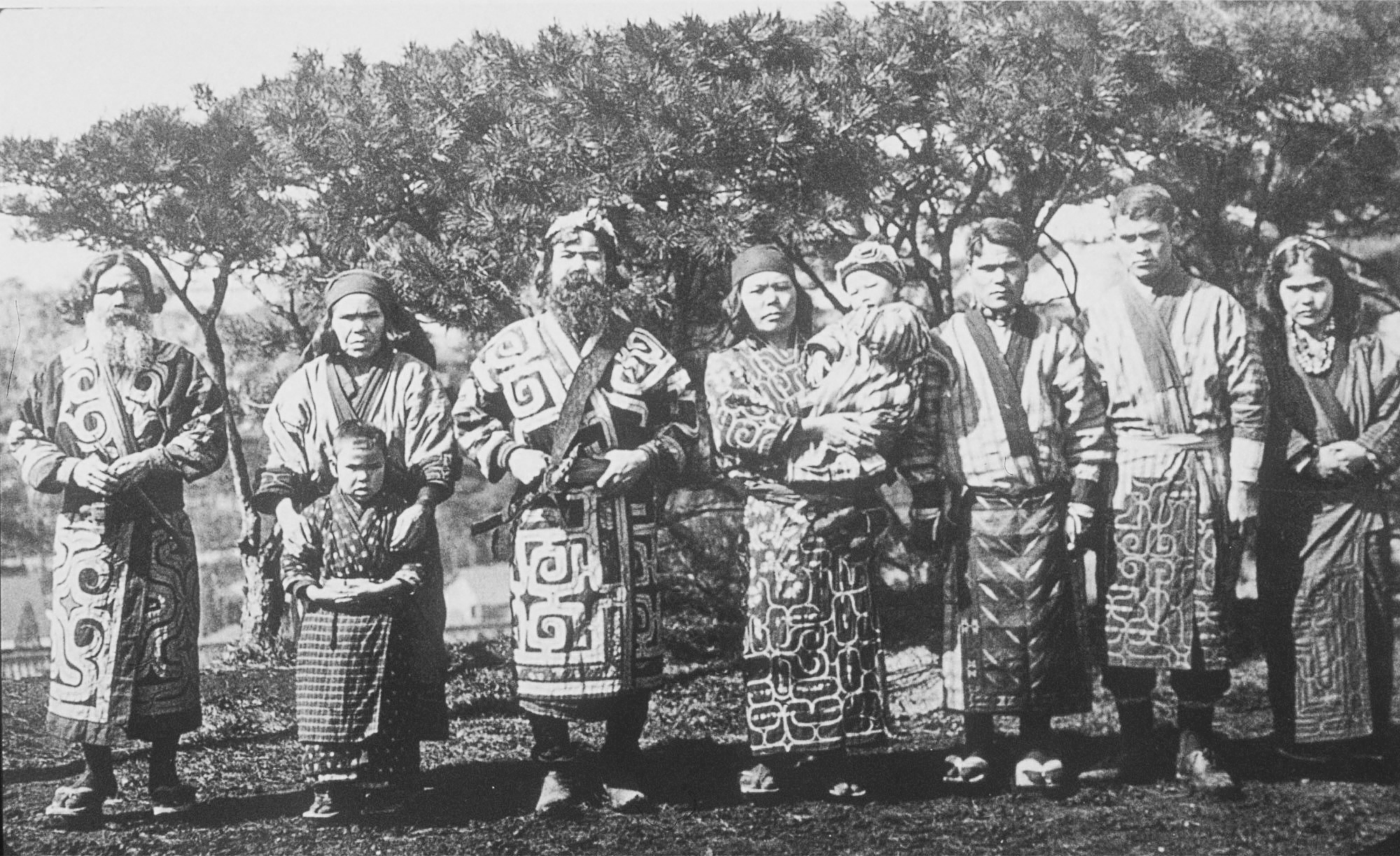
Un grupo de ainu

Aquí la atención se centra principalmente en los estudios científicos de otros pueblos y culturas. Según SL Washburn, la humanidad tiene hasta ahora 99 % de su tiempo dedicado a cazadores y recolectores. Con el apoyo de los estudios de otros investigadores, se examinan con más detalle los cazadores y recolectores primitivos.
Al comienzo de la sección, Fromm contrasta los clichés populares (incluso entre los académicos) del “cazador cruel” con los hallazgos científicos. A partir de las observaciones de los cazadores y recolectores primitivos existentes, se llegan a conclusiones sobre la época prehistórica, con especiales reservas. En este punto, Fromm sostiene que los humanos modernos apenas difieren neurofisiológicamente de los humanos prehistóricos que se están estudiando; Por esta razón, se pueden iluminar las influencias sobre la “personalidad y la organización social”.
Según las observaciones modernas entre los cazadores existentes, la caza no tiene sus raíces en la destructividad y el deseo de matar. En este punto, entre otras cosas, Se cita a Turnbull diciendo que "el acto de cazar no se lleva a cabo de ninguna manera de manera agresiva" y que los cazadores que conoce son "gente muy amigable". Numerosas capacidades físicas, psicológicas y sociales, como la “cooperación y el compartir”, se desarrollaron en los primeros tiempos a través de esta forma de vida o fueron fuertemente promovidas por ella. La caza está motivada por la alegría de la actividad, el deseo de aprender y el placer de la habilidad.
La presentación incluye más información detallada. El “amor a las posesiones” es ajeno a los pueblos primitivos. La generosidad, la falta de un "orden jerárquico" (a diferencia de las formas leves en algunos primates) y el compartir son comunes en las sociedades cazadoras y recolectoras. Para diferentes actividades, habría diferentes “líderes” dentro de la jerarquía (si los hay, entonces sólo rudimentarios), dependiendo de la situación, cuya autoridad se basa en sus conocimientos y habilidades reales.  En la mayoría de estas asociaciones, los conflictos se resuelven principalmente de forma incruenta (con competiciones deportivas o incluso duelos de canto ). El peor castigo es la exclusión del grupo. El asesinato sólo se produce como castigo en casos extremos. También se aborda el término “sociedad opulenta” en relación con esos grupos sociales.
Según los hallazgos, el "arte de la guerra" se desarrolló "tarde en la evolución humana" y no estaba presente entre los cazadores y recolectores. Fromm señala que, según Lewis Mumford, no existen pinturas rupestres de peleas entre grupos de cazadores prehistóricos. Según el citado investigador de guerra Quincy Wright, las sociedades primitivas son las más pacíficas; Sólo a medida que aumentan los niveles de civilización aumenta la tendencia a ir a la guerra. Cuanto más equilibrado sea el equilibrio dentro de una asociación, menos probables serán los conflictos militares.
Fromm luego explica el desarrollo de la historia con la ayuda de nuevos hallazgos científicos. A esto le sigue un discurso sobre diferentes épocas, similar al trabajo anterior El miedo a la libertad. Por el contrario, Fromm mira mucho más atrás, hacia el pasado. Así, con el foco puesto en los cambios, se producen el Neolítico y las revoluciones urbanas. Además, entre otras cosas: A partir del yacimiento histórico de excavación Çatal Hüyük  y del Enuma Elis  se planteó la tesis de que ya existía un “papel central de la madre”.

#### Análisis de treinta tribus “primitivas”
Fromm intentó analizar treinta tribus indígenas (habló de “primitivas”) que todavía existían en relación con el aspecto de “agresividad versus paz”. Basa sus investigaciones en las obras de Ruth Benedict, Margaret Mead, George P. Murdock y Colin Turnbull, entre otros. Fromm expresamente “no se preocupa por los hallazgos estadísticos, sino por los cualitativos”. Las investigaciones “no se llevaron a cabo selectivamente a favor o en contra de la agresión […]”.
En función de su carácter social, las asociaciones se dividieron en “tres sistemas claramente diferenciables (A, B y C)”: 
| Sistema                                          | Descripción y grupos étnicos según Fromm (nombres comúnmente utilizados hoy en día entre paréntesis) |
| ------------------------------------------------ | --- |
| Sistema A – Sociedades que afirman la vida       | “Los ideales, costumbres e instituciones” tienen como objetivo principal “la preservación y el crecimiento de la vida en todas sus formas”. Hombres y mujeres son iguales o al menos no hay explotación de la mujer. El egoísmo pasa a un segundo plano a favor de la cooperación. Según Fromm, pertenecer a esta categoría es independiente de la riqueza material. |
| Sistema A – Sociedades que afirman la vida       | los indios pueblo Zuñi, los arapeshen de montaña, los batonga, los aranda (arrernte), los semang, los toda, los esquimales polares (inughuit) y los mbutu (pigmeos mbuti) |
| Sistema B – Sociedades no destructivas-agresivas | Al igual que el Sistema A, no es destructivo; sin embargo, ocasionalmente ocurren agresiones y guerras. La “amabilidad y confianza” del Sistema A no son tan fuertes aquí. |
| Sistema B – Sociedades no destructivas-agresivas | los esquimales de Groenlandia Oriental (tunumiit), los bachiga, los ojibwa, los ifugao, los manus, los samoanos, los dakota, los Māori, los tasmanos, los kazajos (kazajos), los aino (ainu), los indios cuervos (absarokee), los incas y los hotentotes (khoikhoi)                                                                                                  |
| Sistema C – Sociedades destructivas              | Estas sociedades tienen una “estructura muy distintiva” que está “impregnada de violencia interpersonal, destructividad, agresión y crueldad”. |
| Sistema C – Sociedades destructivas              | los Dobu, los Kwakiutl, los Haida, los Aztecas, los Witoto y los Ganda |

Fromm menciona a los indios hopi  y a los iroqueses como sociedades analizadas con más detalle.
Posteriormente se describirán en detalle las sociedades representativas de los sistemas A (indios Zuñi), B (Manus) y C (Dobu).
Fromm concluye con los siguientes hallazgos: 
- La “interpretación instintivista del instinto humano de destruir” es “insostenible”
- Las diferencias entre sociedades son tan enormes que la agresividad no puede ser una pasión innata
- La destructividad “no es un factor aislado, sino […] un componente de un síndrome del carácter […]”.

En cuanto a la destructividad (por ejemplo, sacrificios humanos) y el canibalismo, se responsabilizan e investigan motivos rituales o religiosos.

### Causas de la guerra
Este subcapítulo, que es central para el argumento de Fromm, se sitúa exactamente entre sus consideraciones sobre la agresión benigna y la maligna, es decir, la destructividad real. La guerra entra en la categoría de “agresión instrumental”. La historia escrita de la humanidad muestra, coincidieron Freud y Fromm, que las guerras se libran debido a conflictos de intereses realistas y no debido a un impulso innato: 

Los babilonios, los griegos y todos los estadistas hasta nuestros días planearon sus guerras por razones que consideraban muy realistas y consideraron muy cuidadosamente los pros y los contras, aunque, por supuesto, a menudo se equivocaban en sus cálculos. Sus motivos eran variados: tierra que querían cultivar, riqueza, esclavos, materias primas, mercados, expansión... y defensa.
Fromm sobre las causas de la guerra

Además, las sociedades simples obviamente hacían la guerra con menos frecuencia y de manera menos destructiva que las sociedades civilizadas (→ “Guerra y paz” en las sociedades preestatales: Erich Fromm). Si la guerra fuera causada por impulsos destructivos innatos, ocurriría lo contrario. Las “tendencias humanitarias ” aumentaron el número de guerras en el siglo XIX. El siglo vuelve a disminuir temporalmente. Fromm cita una tabla de Q. Wright de su obra A Study of War (1965). De acuerdo a ella, hubo 87 batallas de las potencias europeas en el siglo XVI, en el siglo XVII 239, en el siglo XVIII 781, en el siglo XIX 651; entre 1900-1940 fueron 892.

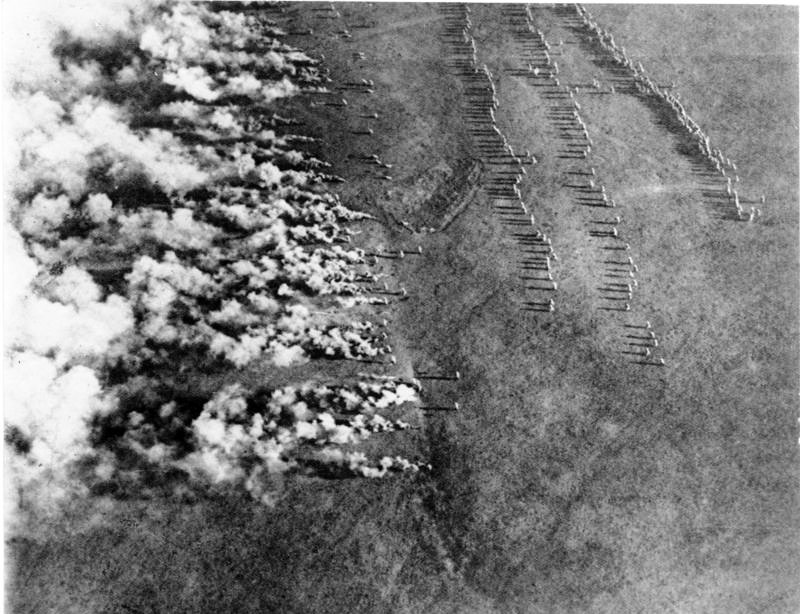
Uso de armas de destrucción masiva (aquí: gas venenoso) en la Primera Guerra Mundial

Fromm también examina con más detalle la Primera Guerra Mundial . Había objetivos de guerra económicos y de poder político en ambos lados. Ambos bandos tuvieron que apelar al sentido de autodefensa y libertad para motivar a sus poblaciones a ir a la guerra. Según Fromm, “la propaganda gubernamental incluso al comienzo de la guerra” tenía un tono defensivo, pero esto cambiaría más tarde. En Alemania sólo hubo durante unos meses en 1914 un entusiasmo colectivo por la guerra, que desapareció por completo en 1939, cuando estalló la Segunda Guerra Mundial . En 1917 y 1918 hubo motines masivos de soldados cansados de la guerra en Rusia, Francia y Alemania, que finalmente incluso llevaron a la revolución en Rusia y Alemania. Todo esto sería completamente inexplicable suponiendo un instinto innato de guerra o agresión. El autor rechaza firmemente la idea de que algo así como un instinto pueda ser la causa de la Primera Guerra Mundial:

Suponer que esta guerra se produjo porque los pueblos francés, alemán, británico y ruso necesitaban una salida a su agresión sería un error y sólo serviría para desviar la atención de las personas y las condiciones sociales responsables de una de las mayores matanzas de la historia mundial.
Fromm über die Ursachen des Ersten Weltkrieges

Fromm también aborda aspectos que hacen que la guerra sea aceptable o incluso atractiva para sectores más amplios de la población, entre ellos: la reverencia por la autoridad, el escape del aburrimiento y la rutina de la vida cotidiana, ciertas formas de solidaridad camarada que contrastan positivamente con la competencia diaria de tiempos de paz. : 

El hecho de que la guerra tenga estas características positivas es un comentario triste sobre nuestra civilización. […]
Fromm sobre las causas de la guerra

Luego enumera formas de reducir los “factores reales” (en el sentido social y general) que desencadenaron la agresión defensiva.

### La naturaleza del hombre
Como premisa de su capítulo sobre la agresión viciosa, Fromm intenta definir algunas características psicológicas que esencialmente distinguen a los humanos de otros primates . Como en capítulos anteriores, la investigación vuelve a ser interdisciplinaria. La representación sirve de telón de fondo para su tesis de que esto también incluye el deseo ocasional de asesinar y destruir: 

Lo único de los humanos es que pueden verse impulsados por impulsos de asesinar y torturar y que experimentan sensaciones de placer al hacerlo. Es el único ser vivo que puede convertirse en asesino y destructor de su propia especie sin obtener ningún beneficio biológico o económico correspondiente.
Fromm über die bösartige Aggression

Fromm llega a la conclusión de que el desarrollo de los humanos se separó del de los primates, donde su determinación por instintos alcanzó un mínimo y el “crecimiento del cerebro y especialmente el de la neocorteza ” alcanzó un máximo.
Sin embargo: “ La conciencia de uno mismo, la razón y la imaginación ”, según Fromm, “destruyeron la “armonía” que caracteriza la existencia animal”: 

Él [el hombre] es parte de la naturaleza, sujeto a sus leyes físicas e incapaz de cambiarlas, y sin embargo trasciende la naturaleza. Él está separado de ella y, sin embargo, es parte de ella. No tiene hogar y, sin embargo, está encadenado al hogar que comparte con todas las criaturas. […] El hombre es el único ser vivo que no se siente a gusto en la naturaleza, que puede sentirse expulsado del Jardín del Edén, el único ser vivo para quien su propia existencia es un problema que debe resolver y del que no puede escapar. . […]
Fromm über die Natur des Menschen

Estas “contradicciones existenciales” aumentan cuando las personas se sienten “como individuos y no simplemente como miembros de una tribu ”. Crean ciertas necesidades psicológicas existenciales que, según Fromm, todas las personas tienen en común. Dado que se satisfacen de manera diferente para cada persona, surgen diferentes personajes con diferentes pasiones.
En la siguiente sección del capítulo, Fromm habla de su obra Der moderne Mensch und seine Zukunft seis necesidades humanas existenciales que pueden ser fuentes de pasiones: orientación y devoción, arraigo, unidad, deseo de lograr algo, excitación y estimulación (con su contraparte aburrimiento y depresión crónica), la búsqueda de una estructura de carácter. En la misma sección, Fromm también intenta respaldar sus puntos de vista con hallazgos de otras disciplinas científicas.

### Destructividad espontánea
Fromm distingue los estallidos espontáneos de destructividad, es decir, masacres espontáneas, como las que han ocurrido en muchas guerras modernas, del carácter destructivo. Los primeros son impulsos destructivos latentes movilizados por acontecimientos traumáticos repentinos; el carácter destructivo, por el contrario, es una fuente de energía que fluye constantemente.
La destructividad espontánea incluye formas como la destructividad vengativa (venganza de sangre, etc.; según Fromm, anclada en culturas muy diferentes)  y la destructividad extática, que se expresa en estados similares al trance. Cuando se trata de destructividad vengativa se menciona que en niveles altos de desarrollo como: B. no había ningún deseo de venganza en el ideal budista o cristiano. También existe la forma crónica de "culto a la destructividad". Fromm retrata al escritor conservador de derecha Ernst von Salomon como un caso clínico de idolatría para la destrucción. También se menciona a Erwin Kern, que llevó a cabo el ataque a Rathenau.

### Agresión maliciosa
Fromm distingue dos formas de carácter destructivo manifiesto: el sadismo y la necrofilia.

#### Sadismo
Define el sadismo como el deseo de infligir dolor físico o psicológico a una persona, humillarla, encadenarla, obligarla a obedecer incondicionalmente. Según Fromm, las formas de sadismo no sexuales son mucho más comunes que las sexuales. Se manifiestan, por ejemplo, en el maltrato a niños, prisioneros, esclavos, enfermos (especialmente los mentales) o perros.
En un breve estudio, Fromm describe a Josef Stalin como un “caso clínico de sadismo no sexual”. Cita varios casos relatados por Roy Medvedev en los que está claro que Stalin disfrutaba siendo el amo completamente impredecible de la vida, la muerte y el respeto propio de sus súbditos cuando perseguía y asesinaba a comunistas. Por ejemplo, hizo arrestar al hermano del miembro del Politburó Lázar Kaganovich y le divirtió cómo Kaganovich acogió con agrado el arresto.
De estos ejemplos, Fromm deriva la “esencia del sadismo” de la pasión por el dominio absoluto sobre los demás. El ejemplo de sádico en este sentido es el personaje de Calígula en la obra homónima de Albert Camus. Fromm traza una línea entre esta pasión y el “carácter acaparador anal” y el “carácter burocrático” descrito por Freud. Lo que ambos tienen en común es que temen las cosas impredecibles e inciertas de la vida y, por lo tanto, desarrollan un fuerte impulso de poner todo a su alrededor en un orden fijo y mantenerlo bajo un control rígido. Fromm está convencido de que las tendencias sádicas deben entenderse como parte de un síndrome del carácter. Él define el “núcleo del sadismo” en el sentido general de la siguiente manera:

…] que la esencia del sadismo es ejercer un dominio absoluto y sin restricciones sobre un ser vivo, ya sea un animal, un niño, un hombre o una mujer. […] Dicho control puede adoptar todas las formas y grados posibles.
Fromm sobre la naturaleza del sadismo

En un detallado estudio de 28 páginas, Fromm retrata a Heinrich Himmler como un caso clínico de sadismo de acaparamiento anal. Su estudio se basa principalmente en la biografía de Himmler escrita por Bradley F. Smith (Heinrich Himmler. A Nazi in the Making. Stanford 1971), que se centra en su juventud. Como pasaje clave, Fromm destaca un episodio en el que el joven de 21 años hizo espiar a la novia de su hermano mayor, Gebhard Ludwig, por supuestos coqueteos con otros hombres, la sometió a su tribunal penal personal y finalmente impuso su separación de la familia. Fromm describe varios casos paralelos en los que el posterior líder de las SS trató a los oficiales subordinados de una manera muy similar.

#### Necrofilia
La necrofilia se entiende tradicionalmente como el impulso perverso de realizar actos sexuales con cadáveres o desmembrarlos. Fromm transfiere el término a una estructura de carácter específica. El primero en tener esta idea fue el filósofo español Miguel de Unamuno, quien en 1936 calificó el grito de batalla de los fascistas españoles, “¡Viva la muerte!” como necrófilo. Fromm llama biofilia (amor a los vivos) a lo contrario de la necrofilia. Fromm basa sus puntos de vista en observaciones de la criminología y la práctica psicoanalítica.
Describe seis sueños necrófilos de varias personas (incluido uno de Albert Speer, en el que Hitler coloca mecánicamente una serie interminable de coronas de flores en los monumentos de guerra. Fromm interpreta el sueño como el sueño de un biófilo sobre un necrófilo). Según Fromm, lo sorprendente de los necrófilos es su preferencia por los malos olores, originalmente el olor a carne podrida o en descomposición. El lenguaje necrófilo utiliza principalmente palabras que se refieren a destrucción, excrementos y baños. Basándose en tales observaciones, Fromm y M. Maccoby desarrollaron un cuestionario interpretativo y llegaron a la conclusión de que las tendencias biofílicas y necrofílicas eran mensurables y estaban fuertemente correlacionadas con las actitudes políticas y sociales. Según Fromm, si en una persona predominan las tendencias necrófilas, entonces ésta tiene un carácter necrófilo.
Siguiendo a Lewis Mumford, Fromm desarrolla la tesis de que la necrofilia en los tiempos modernos suele estar estrechamente ligada a la idolatría de la tecnología. Como prueba, cita extensamente el Manifiesto del futurismo, escrito por el fascista italiano Filippo Tommaso Marinetti en 1909, incluidas las líneas:

[…] un coche que ruge […] es más hermoso que la Nike de Samotracia… […] la belleza sólo existe en la batalla. Una obra sin carácter agresivo no puede ser una obra maestra. […] Queremos glorificar la guerra - la única higiene del mundo - el militarismo, el patriotismo, los actos de destrucción de los anarquistas, las hermosas ideas por las que la gente muere y el desprecio por las mujeres. […]
Extractos del Manifiesto futurista

Fromm hace a continuación todo tipo de referencias a los bombardeos, la guerra nuclear y la construcción de robots. Postula un nuevo tipo de personaje, el personaje cibernético o humano monocerebral. En este nuevo tipo, la alienación ha progresado hasta tal punto que ya no tiene pleno conocimiento afectivo de sus acciones. Todo sólo se percibe intelectualmente (“monocerebral”), es decir, con el intelecto. Los sentimientos y afectos estarían sin vida y en carne viva. Se intenta demostrar este desarrollo utilizando a los pilotos de bombarderos de la Segunda Guerra Mundial: 

Por supuesto, intelectualmente tenían claro que sus acciones tenían como resultado la muerte, la quema y la mutilación de muchos miles y, a veces, cientos de miles de personas, pero emocionalmente apenas lo comprendían. Por paradójico que parezca, no era asunto suyo.
Fromm sobre los pilotos de bombarderos de la Segunda Guerra Mundial

En su hipótesis sobre el incesto y el complejo de Edipo, Fromm intenta remontar el fenómeno de la necrofilia a las categorías tradicionales del psicoanálisis de Sigmund Freud. Su tesis es: Los hombres que no lograron desarrollar una relación emocional o erótica con su madre cuando eran niños se vuelven autistas en casos extremos. En casos menos extremos, esto podría convertirse en una raíz de necrofilia: no se sienten atraídos eróticamente por la madre viva o por mujeres vivas que se parezcan a la madre, sino por la madre como símbolo abstracto (de hogar, sangre, raza, etc.) o a la madre como potencial asesina de sus hijos. De esta manera, potencialmente puede surgir un vínculo incestuoso con la muerte y la destrucción.
Finalmente, Fromm analiza los paralelos entre su par opuesto biofilia-necrofilia y el par opuesto de Freud pulsión de vida y pulsión de muerte (Eros-Thanatos). Lo opuesto a la necrofilia se define de la siguiente manera:

La biofilia es el amor apasionado por la vida y por todos los seres vivos, es el deseo de promover el crecimiento, ya sea de una persona, una planta, una idea o un grupo social.
Definición de biofilia

Mientras que el difunto Freud consideraba los instintos de vida y de muerte como principios iguales, Fromm ve la biofilia como un “impulso biológicamente normal”, mientras que la necrofilia es vista como un “fenómeno psicopatológico”, como una “consecuencia de un retraso en el crecimiento, de una discapacidad mental”. Según la opinión de Fromm, la mayoría de las personas tienen tendencias tanto biofílicas como necrófilas, siendo las primeras las que suelen predominar. Sugiere investigar la distribución de las estructuras de carácter (por ejemplo, tendencias biofílicas y necrofílicas) en la población utilizando métodos similares a los utilizados en el sondeo de opinión.

#### Adolf Hitler
Probablemente el capítulo más conocido de la obra de Fromm sea el estudio de Adolf Hitler, un caso clínico de necrofilia. Fromm se basó en los siguientes trabajos sobre la infancia y juventud de Hitler (centrándose en el primero):
- Bradley F. Smith: Adolf Hitler. His Family, Childhood and Youth. Stanford 1967
- Werner Maser: Adolf Hitler. Legende, Mythos, Wirklichkeit. München 1971
- August Kubizek: Adolf Hitler, mein Jugendfreund. Graz 1953

Sin embargo, en los informes sobre la infancia de Hitler finalmente no encontró ninguna evidencia de lo que él llamó en su hipótesis teórica un apego incestuoso a la muerte y la destrucción. Sin embargo, existen numerosas pruebas de que Hitler nunca superó su narcisismo infantil cuando era niño y adolescente y prefería vivir en un mundo de fantasía en lugar de, por ejemplo, trabajar duro para la escuela secundaria. Fracasó en la escuela y a los 15 años, sólo le interesaban los juegos de guerra con otros chicos, en su mayoría más jóvenes, en los que podía desempeñar el papel de líder; no desarrolló intereses personales productivos. Como canciller, todavía se entregaba a su pasión por las novelas de Karl May.
Hitler atribuyó su fracaso en la escuela secundaria y más tarde en el examen de ingreso a la Academia de Arte de Viena a un entorno supuestamente hostil contra el cual juró la más implacable venganza. Le era imposible reconocer su parte en esto, especialmente su pereza. Continuó siendo financiado por su madre y vivió como un dandi hasta que se le acabó el dinero y se quedó sin hogar. Sólo ahora, en extrema necesidad, consiguió un trabajo, pintando y vendiendo postales artísticas. En el refugio para personas sin hogar descubrió su único talento real: la demagogia.
En el curso posterior de este estudio biográfico, Fromm se esfuerza por demostrar que Hitler no sólo actuó de manera destructiva, sino que estaba impulsado por un carácter destructivo. Fromm encontró muchas referencias a esto en las memorias de Albert Speer, en la biografía de Werner Maser antes mencionada, en la obra de Percy Ernst Schramm sobre Hitler como líder militar (1965) y en Hitler's Table Conversations (editado por H. Picker en 1965).) - como sus frecuentes consideraciones sobre la destrucción de determinadas ciudades, hasta la llamada orden Nerón dictada por Speer. Otros detalles que enumera Fromm son el miedo paranoico de Hitler a la sífilis, su odio hacia los judíos como extranjeros y su amenaza, hecha ya en enero de 1942, de que el pueblo alemán tendría que desaparecer si no estaba dispuesto a trabajar por su autoafirmación.
Ernst Hanfstaengl informó sobre una escena extraña de alrededor de 1925: había sugerido que Hitler visitara Londres y también mencionó al rey Enrique VIII. Hitler estuvo de acuerdo y dijo que le gustaría ver el lugar donde dos de las esposas de Enrique VIII fueron "eliminadas en el cadalso". Finalmente, el notorio embotamiento y esterilidad de sus monólogos que solía ofrecer a los invitados. A pesar de todo esto, Hitler era un mentiroso consumado y un actor que siempre supo ocultar su carácter destructivo al público y adaptar su voz y su comportamiento a los gustos del mismo.
Fromm examina también otros aspectos de la personalidad de Hitler: su extremo narcisismo, su relación casi amistosa con Albert Speer, su frialdad y falta de compasión, sus relaciones con las mujeres, su (poco conocida) vida sexual, su mayor talento, la capacidad de impresionar a los demás, que supuestamente emanaba de sus ojos fríos y brillantes, su talento actoral, sus rabietas reales y simuladas, su memoria inusual, su talento para la conversación, sus preferencias culturales y artísticas y, finalmente, su comportamiento amable, educado, casi tímido, que Fromm ve como una capa de camuflaje, una máscara. Fromm también incluye aquí su amor por sus perros.
Fromm analiza la aparente contradicción entre el culto de Hitler a la fuerza de voluntad y su verdadera debilidad de voluntad y su pobre sentido de la realidad. Fromm llega a la conclusión: Hitler era un jugador, jugó con la vida de todos los alemanes y también con la suya propia. Aunque posiblemente tenía rasgos psicóticos, tal vez esquizofrénicos, probablemente no era un “lunático” y no padecía ni de psicosis ni de paranoia.

### Epílogo
En el epílogo, Fromm subraya que el sadismo y la necrofilia, como ha demostrado, no son innatos y, por tanto, pueden reducirse considerablemente si las condiciones socioeconómicas actuales son sustituidas por otras favorables al pleno desarrollo de las necesidades y capacidades reales del hombre. Critica tanto a los optimistas que creían en el dogma del “progreso” constante como a los pesimistas: Quien quiera demostrar la maldad del hombre es fácilmente aceptado, porque con ello ofrece a cada uno una coartada para sus propios pecados. Define su propia posición como la de una creencia racional en la capacidad del hombre para liberarse de la red aparentemente fatal de circunstancias que él mismo ha creado.

## Ediciones
- Erich Fromm: The Anatomy of Human Destructiveness. Holt Rinehart & Winston, New York 1973.
- Erich Fromm: Anatomie der menschlichen Destruktivität. Deutsche Verlags-Anstalt, Stuttgart 1974, ISBN 3-421-01686-0.
- Erich Fromm: Anatomie der menschlichen Destruktivität. Rowohlt, Reinbek 1977, ISBN 3-499-17052-3.

## Recepción
El pronunciado enfoque interdisciplinario del trabajo de Fromm dificultó su recepción en la literatura científica. Fue diferente para las investigadoras feministas que también trabajaron de manera interdisciplinaria: feministas estadounidenses como Mary Daly, por ejemplo, utilizaron el concepto de necrofilia de B. Fromm, especialmente la supuesta conexión entre la idolatría de la tecnología y el desprecio por las mujeres, que Fromm había demostrado con el ejemplo del Manifiesto futurista de Marinetti.
El antropólogo estadounidense David Shapiro y la bióloga estadounidense Evelyn Fox Keller retomaron la definición de Fromm de sadismo no sexual. El sadismo, según Shapiro, es una expresión especial de desprecio extremo por la debilidad y la vulnerabilidad.
En su análisis del estalinismo de 1990, el historiador alemán Wolfgang Ruge citó con aprobación el diagnóstico de Fromm sobre Stalin como un “caso clínico de sadismo no sexual”, en referencia al tratamiento que Stalin dio a Nikolái Bujarin en 1938. En su doble biografía de Hitler y Stalin de 1991, el historiador británico Alan Bullock retomó la tesis de Fromm de que ambos dictadores estaban obsesionados narcisistamente.
La historiadora de arte alemana Gerlinde Volland, en su crítica a la Indagación filosófica sobre el origen de nuestras ideas acerca de lo sublime y de lo bello de Edmund Burke, transfirió la teoría del sadismo de Fromm y sus categorías de necrofilia y biofilia al dualismo de Burke del principio masculino de lo "sublime" y el principio femenino de lo "bello".

## Crítica
En su obra Agresión - La brutalización de nuestro mundo (Aggression – Die Brutalisierung unserer Welt), el psicólogo estadounidense Friedrich Hacker, procedente de Viena, critica la distinción que hace Fromm entre "agresión benigna (defensiva)" y "maliciosa (sádica, necrofílica)" y acusa a Fromm de pintar en blanco y negro.. El problema, según Hacker, son precisamente los actos agresivos que son juzgados como constructivos por el actor, pero como destructivos por la persona afectada. En última instancia, en Fromm tampoco queda claro cómo se relacionan los instintos biológicamente desarrollados con las pasiones del carácter de las personas.
El biólogo E. O. Wilson, en On Human Nature (1978), argumenta que tanto Lorenz como Fromm están esencialmente equivocados. Enumera una variedad de categorías de agresión, cada una por separado sujeta a la selección natural, y afirma que el comportamiento agresivo es, genéticamente, uno de los rasgos más lábile. Sostiene que la agresión es una técnica utilizada para controlar los recursos necesarios y sirve como un "factor dependiente de la densidad" en el control de la población. Argumenta en contra del modelo de "impulso de descarga" creado por Freud y Lorenz, donde las actividades agresivas de sustitución (como los deportes de combate) deberían reducir el potencial de guerra, y en apoyo del modelo de "patrón cultural" de Richard G. Sipes, donde la guerra y las actividades de sustitución variarán directamente. Wilson compara la agresión con "una mezcla preexistente de productos químicos listos para ser transformados por catalizadores específicos que se agregan", en lugar de "un fluido que continuamente aumenta la presión contra las paredes de sus contenedores".